# Langelot et le Général kidnappé
Ne doit pas être confondu avec Langelot kidnappé.
Langelot et le Général kidnappé est le trente-septième roman de la série Langelot, écrite par le Lieutenant X. 
Le roman, paru pour la première fois en mai 1983 dans la Bibliothèque verte, évoque le terrorisme politique des années 1970 en Italie (les « années de plomb »), et les enlèvements effectués par les Brigades rouges. Il rappelle aussi l'enlèvement du général James Dozier en 1981.

## Principaux personnages
- Policiers et agents secrets
  - Langelot : agent du Service National d'Information Fonctionnelle, blond, 1,68 m, mince, « traits menus mais durs ».
  - Lucia Cinquegrana : policière italienne.
  - Capitaine Montferrand : chef de la section « Protection » du SNIF.

- Terroristes
  - Alessandro Gritti : homme de main, lâche et fourbe.
  - Marcello : homme de main.
  - Giacomo : homme de main.
  - Paolina Messiniani : amoureuse de Philippe, puis de Langelot.
  - Lorenzo : homme de liaison entre les précédents et le commanditaire, c'est lui qui a tué Philippe à l'hôpital.
  - « 5555 » : chef secret du commando.
  - Sous-secrétaire d'État Calabrese : instigateur de l'opération.

## Résumé
À Rome, le général américain Wallace Mac Dougall, commandant suprême des forces américaines en Europe, a été enlevé par un commando de cinq personnes se disant membres des « Milices terroristes de la paix ».
L'un des ravisseurs a été blessé à la tête durant l'attaque et a été mis sous les verrous à l'hôpital ; c'est un Français, il se prénomme Philippe.
Les supérieurs de Langelot lui ordonnent de partir pour Rome et d'interroger le prisonnier. Langelot sollicite la permission (qui lui est accordée) d'être secondé par l'inspectrice Lucia Cinquegrana, rencontrée dans la mission immédiatement antérieure (Langelot et la Clef de la guerre), en qui il a entièrement confiance.
Lorsque Langelot entre dans la chambre d'hôpital du blessé, lequel est sous bonne garde, le jeune agent secret le découvre mort, une dague transperçant sa gorge. Comme l'homme était blessé à la tête, celle-ci est recouverte entièrement d'épaisses bandelettes qui empêchent de voir son visage. Langelot décide alors de prendre sa place et de se faire passer pour le terroriste fugitif traqué par la police, espérant ainsi retrouver les autres membres du commando et par suite le général kidnappé. Aidé de Lucia, il emporte le cadavre, placé dans une ambulance et se fait recouvrir le visage de bande de gaze.
Lucia lui indique que des « bruits courent », selon lesquels des membres de la famille Messiniani seraient en lien avec le commando terroriste. Or justement ce soir-là, la famille Messiniani donne un bal dans sa propriété. Langelot décide de s'y rendre.
Rapidement, il entre en contact, non pas avec la famille en question, mais avec un membre du commando, Alessandro. Langelot lui demande de le conduire au PC de campagne, ce que l'homme accepte de faire ; mais Alessandro tente de le tuer en le laissant enfermé dans la voiture arrêtée en plein milieu d'une voie ferrée alors qu'un train arrive.
Langelot et Lucia découvrent l'identité du commanditaire de l'opération terroriste : il s'agit du secrétaire d'État Calabrese, celui-là même chargé de coordonner les recherches concernant le général. Langelot et Lucia délivrent Wallace Mac Dougall, séquestré dans le caveau souterrain d'un cimetière romain. Deux des « terroristes », Marcello et Paolina désertent le yacht des malfaiteurs et se placent du côté de Langelot. 
La rançon versée par le SNIF pour la libération du prisonnier s'évanouit : les billets prennent feu quelques secondes après l'ouverture de la mallette les contenant. Grâce à ses protections mafieuses et politiques, Calabrese n'est pas arrêté.

## Autour du roman
- En décembre 1981, le général James Dozier est enlevé et capturé à Vérone par les terroristes des Brigades rouges. Il est libéré à Padoue par des forces spéciales le 28 janvier 1982, après quarante-deux jours de captivité.
- Le 26 janvier 1930, en quittant son appartement de la rue Rousselet à Paris, le général Alexandre Koutepov est enlevé à l'angle de la rue Oudinot par deux agents de la Guépéou, les services secrets soviétiques. Transporté secrètement de Paris en Russie soviétique, il n'a plus jamais été revu.
- Cette mission révèle que le capitaine Montferrand est un ancien élève de l'école de formation d'officiers de Saint-Cyr ; en effet, son fils Michel indique à Langelot qu'il a vu des photos de son père "en casoar", ornement caractéristique des uniformes d'élèves-officiers de cette école (page 23, édition Hachette). Le capitaine Montferrand a fait « une guerre », sans doute la Seconde guerre mondiale, aux côtés de soldats américains, dont le général kidnappé. Il y a perdu une jambe au feu.

## Éditions
- 1983 - Hachette, Bibliothèque verte (français, version originale) ; illustrations de Robert Bressy.